# スマートアイ
『スマートアイ』（英文・Smart eye）は、かつて田辺三菱製薬がOTC医薬品として販売していた目薬のブランド名である。

## 製品概要
2002年（平成14年）、田辺製薬（田辺三菱製薬の前身）より発売された。
発売当時としては世界初の「サイドドロップ容器」を採用し、目薬の新しいさし方を提案する製品をうたい、2001年度にグッドデザイン賞を受賞した。
2017年（平成29年）11月30日、「スマートアイ プティ」が販売終了し、15年間の歴史に幕を閉じた。

## 主要製品

### 歴代の製品案内
- スマートアイ（Smart eye、マイルドタイプ）【医薬品】 - 目の疲れ・かゆみ・充血に。2002年（平成14年）10月10日発売 - 2006年（平成18年）11月30日製造終了（製造販売元・テイカ製薬）。
- スマートアイ クール（Smart eye COOL、クールタイプ）【医薬品 → 第2類医薬品】 - 目の疲れ・かゆみ・充血に。2002年（平成14年）10月発売 - 2012年（平成24年）9月30日製造終了。
- スマートアイ 40E（Smart eye 40E、リフレッシュタイプ）【医薬品 → 第2類医薬品】 - ビタミンE配合。疲れ目・かすみ目に。2003年（平成15年）10月発売 - 2012年（平成24年）9月30日製造終了。
- スマートアイ プティ（Smart eye Petit、うるおいタイプ）【医薬品 → 第2類医薬品】 - 充血を緩和して瞳に潤いをパンテノール・ビタミンE配合。充血・疲れ目・目のかゆみに。2003年（平成15年）10月発売。2006年（平成18年）2月にパッケージがリニューアルされた。2017年（平成29年）11月30日を以て製造終了。
- スマートアイ プティコンタクト（Smart eye Petit CONTACT、コンタクト対応タイプ）【医薬品 → 第3類医薬品】 - 全てのコンタクトレンズに使用できるしみないタイプの目薬。目の疲れ・目の渇き・目のかすみに。2006年（平成18年）2月発売、2016年（平成28年）12月31日製造終了（製造販売元・テイカ製薬）。